# Ken Ross
Ken Ross (Paterson, Nova Gal·les del Sud, 11 d'agost de 1900 - Gosford, 1 de març de 1974) fou un ciclista australià, professional des del 1922 fins al 1928. Va destacar en les curses de sis dies on va aconseguir tres victòries.

## Palmarès
- 1922
  - 1r als Sis dies de Sydney (amb George Hammond)
- 1925
  - 1r als Sis dies de Sydney (amb George Dempsey)
- 1927
  - 1r als Sis dies de Sydney (amb Jack Fitzgerald)